# Conker's Bad Fur Day
Conker's Bad Fur Day (förkortat Conker's BFD) är ett spel till Nintendo 64 av Rare som aldrig lanserades i Sverige. Spelet hette först Conker's Quest, men döptes sedan, under våren 1998, om till Twelve Tales: Conker 64. På grund av att Rare fick en hel del kritik för att de skulle göra ännu ett plattformsspel med söta antropomorfistiska djur i så bestämdes det att spelet skulle göras om totalt. Rare valde att göra ett spel som skulle locka en mer vuxen publik och spelet fick sin slutgiltiga titel Conker's Bad Fur Day. Spelet har fått en remake till Xbox vid namn Conker: Live & Reloaded. 
Spelets handling börjar med att Conker dissar sin flickvän för att hänga på baren, men när han ska gå hem är han inte tillräckligt nykter för att hitta hem utan virrar bort sig totalt. Där tar spelaren kontroll över Conker och får möta allt från missbrukande varelser som brinner till mekaniska och nazistliknande nallebjörnar, även kallade tediz. Spelet är mycket våldsamt och innehåller ovårdat språk. Det innehåller också mycket toalett- och sexhumor. Spelet rekommenderas från 17 år i USA.